# إيدر قواتيريز
إيدير قواتيريز سلفييرا، من مواليد 7 أكتوبر 1977 في ساو بورجا في البرازيل، لاعب كرة قدم برازيلي.
بدأ مسيرته الكروية مع نادي غريميو في عام 1997 ولعب معهم حتى عام 1998، وفي عام 2000 انتقل إلى نادي يونياو ليريا البرتغالي، ولعب معهم حتى عام 2002، وفي عام 2002 انتقل إلى نادي بوافيستا البرتغالي ولعب معهم حتى عام 2005، وفي عام 2006 انتقل إلى نادي تيريك غروزني، وفي عام 2007 انتقل إلى نادي سيرتاوزينهو، وفي موسم 2007/2008 لعب مع نادي يونياو ليريا البرتغالي، ومنذ عام 2008 وهو يلعب مع نادي النصر السعودي.
يقول ايدير: أنه واجه كثير من اللاعبين المهاريين وكلف بمراقبتهم وتمكن منهم
الموقع الرسمي للاعب باللغة العربية (تمت إضافة اللغة العربية للموقع بعد انتقال اللاعب لنادي النصر السعودي)

انضم للمنتخب البرازيلي لدرجة الناشئين والشباب

## وصلات خارجية
- إيدر قواتيريز على موقع الاتحاد الدولي (مؤرشف)  (الإنجليزية)
- إيدر قواتيريز على موقع قاعدة بيانات كرة القدم.إي يو (الإنجليزية)
- إيدر قواتيريز على موقع عالم كرة القدم.نت (الإنجليزية)